# Zementchemische Notation
Die zementchemische Notation, auch zementchemische oder bauchemische Kurzschreibweise, ist eine verkürzte Schreibweise für chemische Verbindungen, die in der Zement- und Bauchemie eingesetzt wird. Angewendet wird sie hauptsächlich im Gebiet der anorganischen Bindemittel, zu denen unter anderem Zement, Gips und Kalk gehören.
Zweck der Notation ist eine vereinfachte, übersichtliche Darstellung von Summenformeln und Reaktionsgleichungen, die oft benötigt werden, durch ihre Länge aber für den täglichen Gebrauch unhandlich sind. Die Kurzzeichen und deren Verbindungen dürfen nicht mit den Elementsymbolen aus dem Periodensystem der Elemente verwechselt werden. Die Kurznotation wird deshalb meist nur dann verwendet, wenn eine Verwechslung ausgeschlossen ist oder es wird eine andere Schriftart benutzt, die die Kurzzeichen von den gewöhnlichen Elementsymbolen unterscheidet.

## Kurzzeichen
Folgend sind die gebräuchlichsten Kurzzeichen aufgeführt.
| Kurzzeichen | vollst. Summenformel | Bezeichnung                   |
| ----------- | -------------------- | ----------------------------- |
| A           | Al2O3                | Aluminiumoxid                 |
| C           | CaO                  | Calciumoxid („Branntkalk“)    |
| H           | H2O                  | Wasser                        |
| F           | Fe2O3                | Eisen(III)-oxid („Rost“)      |
| M           | MgO                  | Magnesiumoxid, auch Periklas  |
| S           | SiO2                 | Siliciumdioxid                |
| CH          | Ca(OH)2              | Calciumhydroxid („Löschkalk“) |
| Cs          | CaSO4                | Calciumsulfat                 |

Weitere Kurzzeichen der Bauchemie sind:
| Kurzzeichen | vollst. Summenformel | Bezeichnung/Anmerkung                                            |
| ----------- | -------------------- | ---------------------------------------------------------------- |
| C           | CO2                  | Kohlenstoffdioxid                                                |
| K           | K2O                  | Kaliumoxid                                                       |
| N           | Na2O                 | Natriumoxid                                                      |
| T           | TiO2                 | Titandioxid                                                      |
| n           | NO2                  | Stickstoffdioxid                                                 |
| p           | PO3                  | Phosphortrioxid                                                  |
| s           | SO3                  | Schwefeltrioxid, oft zusammen mit anderen Verbindungen, siehe Cs |

## Beispiele der Verwendung
Wie bei der sonst üblichen Summenformelschreibweise nach IUPAC, wird bei Verbindungen in der Kurzschreibweise das mehrfache Vorkommen einer Teilverbindung durch eine tiefgestellte Zahl notiert. Häufig wird auf Trennzeichen oder Leerzeichen innerhalb der Kurzschreibweise verzichtet. Reaktionsgleichungen können mit Hilfe der Kurzzeichen ebenfalls entsprechend vereinfacht dargestellt werden.
| Kurzschreibweise | vollst. Summenformel | Bezeichnung/Beschreibung                                               |
| ---------------- | -------------------- | ---------------------------------------------------------------------- |
| C3S              | 3CaO · SiO2          | Tricalciumsilikat (Zementklinkerphase, „Alit“)                         |
| C2S              | 2CaO · SiO2          | Dicalciumsilikat (Zementklinkerphase, „Belit“)                         |
| C3A              | 3CaO · Al2O3         | Tricalciumaluminat (Zementklinkerphase, „Aluminatphase“)               |
| C4AF             | 4CaO · Al2O3 · Fe2O3 | Calciumaluminatferrit (Zementklinkerphase, „Ferritphase“)              |
| CsH2             | CaSO4 · 2H2O         | Gips                                                                   |
| C                | CaCO3                | Calciumcarbonat („Kalkstein“)                                          |
| C3S2H3           | 3CaO · 2SiO2 · 3H2O  | Calciumsilicathydrat („CSH-Fasern“, entstehen beim Erhärten von Beton) |

| Reaktionsgleichung in Kurzschreibweise | vollst. Reaktionsgleichung mit Summenformeln | Beschreibung |
| -------------------------------------- | -------------------------------------------- | --- |
| CH + C + H → CC + 2H                   | Ca(OH)2 + CO2 + H2O → CaCO3 + 2H2O           | Carbonatisierung von Beton, Reaktion des Calciumhydroxid im Beton mit Kohlenstoffdioxid der Umgebungsluft zu Calciumcarbonat |